# Matthew Festing
Robert Matthew Festing GColSE (Northumberland, 30 de novembro de 1949 — Valeta, 11 de novembro de 2021) foi o 79.º e o terceiro grão-mestre inglês da Ordem Soberana e Militar de Malta desde 1258, atuando de 2008 a 2017.
Seu título completo era: Sua Alteza Eminentíssima Frei Matthew Festing, Príncipe e Grão-Mestre da Ordem Militar Soberana e Hospitalar de São João de Jerusalém, de Rodes e Malta, Mais Humilde Guardião dos Pobres de Jesus Cristo.
A 23 de novembro de 2010 foi agraciado com o Grande-Colar da Ordem Militar de Sant'Iago da Espada de Portugal.
Em dezembro de 2016, Albrecht Freiherr von Boeselager, um dos cavaleiros de topo da ordem foi demitido por ter permitido a utilização de preservativos num projeto no âmbito da saúde destinado aos pobres em África.
Albrecht, que ocupava o cargo de Grande Conselheiro na ordem, apelou ao papa depois de ter sido destituído por Festing e Francisco criou uma comissão para analisar a situação.
Num desafio claro ao chefe do Vaticano, o grão-mestre da ordem criticou a decisão papal, considerando a comissão ilegítima, e nomeou a sua própria comissão. Em 24 de janeiro de 2017 a poucos dias da comissão do papa dar o seu veredicto sobre o caso, Mathew Festing foi chamado por Francisco, que o sugeriu a demitir-se, tal como aconteceu.